# Saint-Imier
Saint-Imier (toponimo francese; in tedesco Sankt Immer, desueto) è un comune svizzero di 5 156 abitanti del Canton Berna, nella regione del Giura Bernese (circondario del Giura Bernese).

## Geografia fisica
Saint-Imier si trova 15 km a nord-est da La Chaux-de-Fonds. Il punto più alto è a 1 490 m s.l.m., sul monte Chasseral. Un altro punto elevato degno di nota è il Mont Soleil con i suoi 1 289 m s.l.m. Sul versante meridionale del Mont-Soleil si trova il cratere Champ Meusel, considerato il risultato dell'impatto di un meteorite.

## Storia
La prima menzione di Saint-Imier risale all'884, in un documento con il quale l'imperatore Carlo il Grosso confermava all'abbazia di Moutier-Grandval alcune donazioni tra le quali quella della cella de sancti Himerii. Il villaggio fu fondato dall'eremita Imerio, originario di Lugnez e morto tra la fine del VI e l'inizio del VII secolo, che fece costruire un oratorio dedicato a san Martino di Tours; l'oratorio lasciò il posto a una cappella, edificata nel 968, poi a una chiesa (1146).
Nel 1228 in alcune carte geografiche del vescovo di Losanna, dal quale dipendeva la parrocchia di Saint-Imier, vennero menzionate due chiese presenti a Saint-Imier: la chiesa parrocchiale di San Martino e la collegiata, imponente edificio e meta di pellegrinaggio fino alla Riforma. La navata della chiesa di San Martino fu distrutta nel 1828, mentre l'antica torre campanaria non fu demolita; gli ultimi lavori di restauro sono stati compiuti tra il 1969 e il 1971. Il paese ha assunto l'aspetto attuale durante il XIX secolo, epoca alla quale risalgono numerosi edifici.
Nel settembre 1872 si riunì qui il congresso della corrente bakuninista che segnò la frattura definitiva all'interno della Prima internazionale e la nascita della Internazionale antiautoritaria, anche detta "Internazionale di Saint-Imier".

## Monumenti e luoghi d'interesse

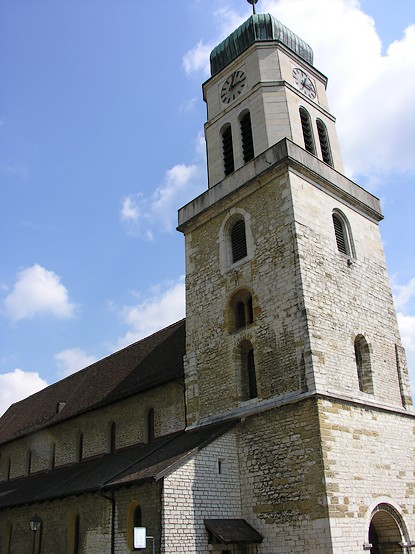
La chiesa riformata

- Chiesa riformata (già collegiata), eretta nell'XI secolo[1];
- Torre di San Martino, eretta nel XV-XVI secolo[1];
- Chiesa cattolica di San Martino nel 1866[1];
- Chiesa cattolico-cristiana, eretta nel 1912[1].

## Società

### Evoluzione demografica
L'evoluzione demografica è riportata nella seguente tabella:
Abitanti censiti

## Economia

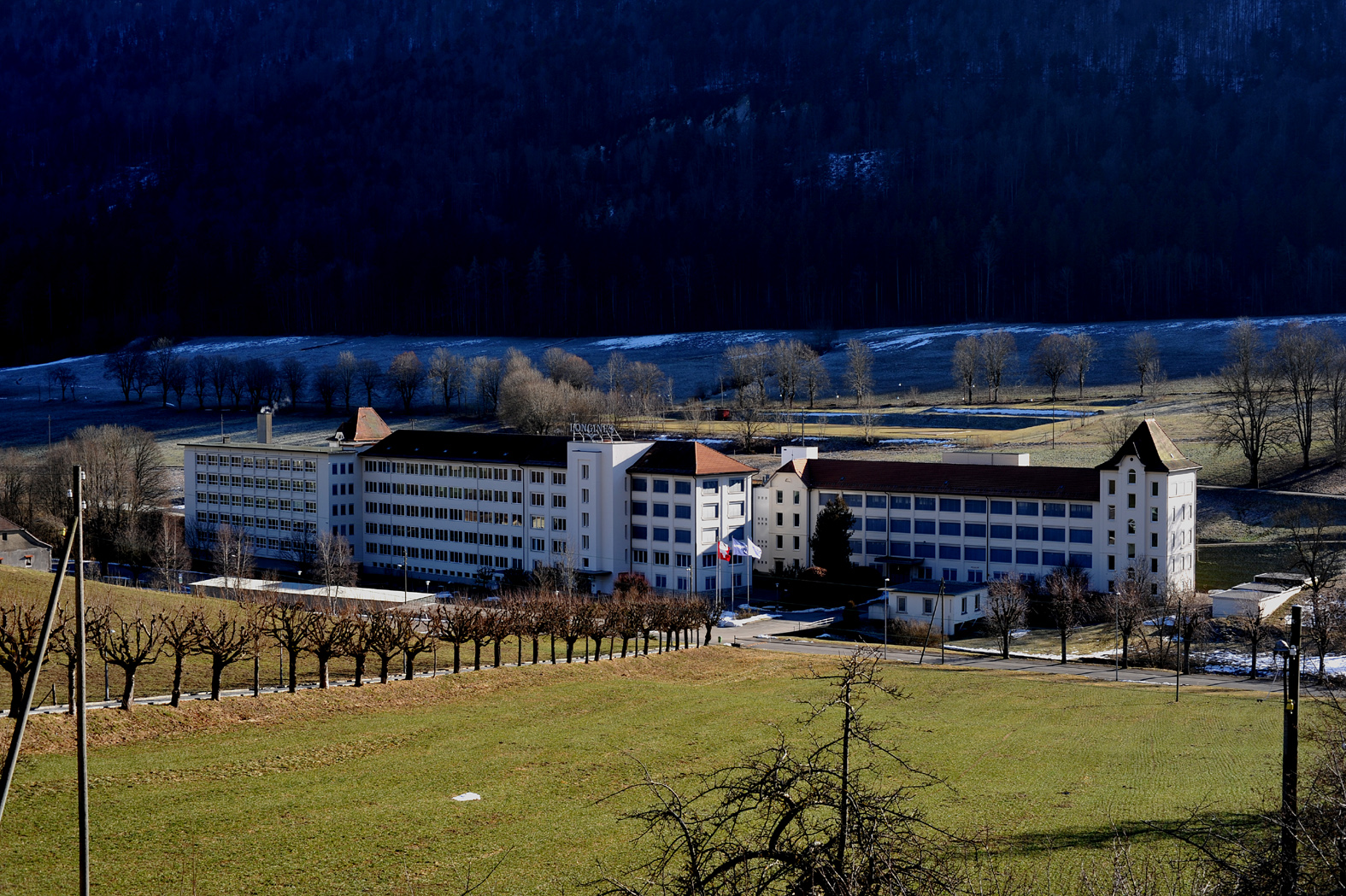
La sede della Longines

A Saint-Imier ha sede la fabbrica di orologi Longines mentre la Breitling è stata fondata qui ma poi spostata a Grenchen. Vi si produce anche il formaggio Tête de Moine.
Nel territorio comunale si trova la stazione sciistica Les Bugnenets-Savagnières e le piste sorgono sul versante nord del Col du Chasseral, sul Mont Soleil e sul Mont Crosin.

## Infrastrutture e trasporti
Saint-Imier è servito dall'omonima stazione sulla ferrovia Bienne-La Chaux-de-Fonds ed è attrezzata anche con la funicolare Saint-Imier-Mont-Soleil.
Una strada diretta a sud-ovest conduce al Col del Pontins, dopo aver oltrepassato il fiume Suze; Saint-Imier è inoltre collegata a Nods attraverso il Col du Chasseral e a Tramelan attraverso il Col du Mont Crosin.

## Amministrazione
Ogni famiglia originaria del luogo fa parte del cosiddetto comune patriziale e ha la responsabilità della manutenzione di ogni bene ricadente all'interno dei confini del comune.